# Horem pádem
Horem pádem je český film z roku 2004 režírovaný Janem Hřebejkem. 
Získal čtyři České lvy (film, režie, hlavní ženská role, scénář), za Českou republiku byl vyslán na 77. ročník předávání Oscarů v kategorii nejlepší cizojazyčný film, ale neprošel nominacemi.

## Obsazení
| Petr Forman           | Martin Horecký          |
| Emília Vášáryová      | Věra Horecká            |
| Jan Tříska            | profesor Otakar Horecký |
| Ingrid Timková        | Hana Svobodová          |
| Kristýna Liška Boková | Lenka Horecká           |
| Jiří Macháček         | František Fikes         |
| Nataša Burger         | Mila Burger             |
| Jaroslav Dušek        | plukovník               |
| Pavel Liška           | Eman                    |
| Marek Daniel          | Luboš                   |
| Jan Budař             | Milan                   |
| Zdeněk Suchý          | Goran                   |
| Martin Huba           | lékař                   |